# Лігота-Дольна (Ключборський повіт)
Лігота-Дольна (пол. Ligota Dolna, нім. Nieder Ellguth) — село в Польщі, у гміні Ключборк Ключборського повіту Опольського воєводства.
Населення — 636 осіб (2011).
У 1975-1998 роках село належало до Опольського воєводства.

## Демографія
Демографічна структура станом на 31 березня 2011 року:
|          | Загалом | Допрацездатний вік | Працездатний вік | Постпрацездатний вік |
| -------- | ------- | ------------------ | ---------------- | -------------------- |
| Чоловіки | 310     | 77                 | 203              | 30                   |
| Жінки    | 326     | 56                 | 194              | 76                   |
| Разом    | 636     | 133                | 397              | 106                  |